# Горња Горевница
Горња Горевница је насеље у Србији у општини Чачак у Моравичком округу. Према попису из 2022. било је 1118 становника.
Горња Горевница је једно од 58 насељених места Општине Чачак. Село се налази на 10 km северозападно од Чачка на путу за Ваљево преко Равне Горе. Заузима површину од 24,28 km² и на другом је месту по величини, одмах иза Бреснице.
Село је разуђеног типа, претежно брежуљкасто до брдовито. Просечна надморска висина је 339 m; Цветин врх (582 m) и Јељен (579 m) су највише коте, док је најнижа тачка на ушћу Горевничке реке у Чемерницу (246 m).
Село има осмогодишњу школу која носи име Степе Степановића. У матичној осмогодишњој школи у Горњој Горевници, као и у 3 издвојена одељења (четвороразредних школа у Миоковцима, Вранићима и Милићевцима) школске 2009/2010 године учило је укупно 208 ђака.
На граници села са Срезојевцима на брду Јељен налази се мото-крос стаза "Јељен". По природној конфигурацији терена у бившој Југославији важила је за једну од најбољих стаза, кандидована је за Балканско, па чак и за Европско првенство у мото-кросу. У селу од 1981. године постоји Фудбалски клуб „Јединство“ који се такмичио од друге општинске до зонске лиге. Највећи успех је забележио од 2002-2004. године такмичећи се у Зонској лиги. Данас је члан Окружне лиге.
Село је крајем августа 2012. године захватио велики пожар у чијем гашењу је учествовао један авион, четири хеликоптера и око 2500 људи. У пожару је по процени изгорело око 600 хектара четинарске шуме у власништву јавног предузећа „Србијашуме“ и око 150 хектара приватних шума.

## Демографија
У насељу Горња Горевница живи 1169 пунолетних становника, а просечна старост становништва износи 44,4 година (42,6 код мушкараца и 46,2 код жена). У насељу има 450 домаћинстава, а просечан број чланова по домаћинству је 3,11.
Ово насеље је великим делом насељено Србима (према попису из 2002. године), а у последња три пописа, примећен је пад у броју становника.
|  |

| Демографија | Демографија | Демографија |
| Година      | Становника  | Становника  |
| ----------- | ----------- | ----------- |
| 1948.       | 2.366       |             |
| 1953.       | 2.346       |             |
| 1961.       | 2.163       |             |
| 1971.       | 1.848       |             |
| 1981.       | 1.708       |             |
| 1991.       | 1.616       | 1.569       |
| 2002.       | 1.399       | 1.413       |
| 2011.       | 1.299       |             |

| Етнички састав према попису из 2002.‍ | Етнички састав према попису из 2002.‍ | Етнички састав према попису из 2002.‍ | Етнички састав према попису из 2002.‍ | Етнички састав према попису из 2002.‍ |
| ------------------------------------ | ------------------------------------ | ------------------------------------ | ------------------------------------ | ------------------------------------ |
|                                      |                                      |                                      |                                      |                                      |
| Срби                                 | Срби                                 |                                      | 1.388                                | 99,21%                               |
| Хрвати                               | Хрвати                               |                                      | 3                                    | 0,21%                                |
| Македонци                            | Македонци                            |                                      | 1                                    | 0,07%                                |
| непознато                            | непознато                            |                                      | 1                                    | 0,07%                                |

| Година пописа     | 1948. | 1953. | 1961. | 1971. | 1981. | 1991. | 2002. |
| ----------------- | ----- | ----- | ----- | ----- | ----- | ----- | ----- |
| Број домаћинстава | 442   | 476   | 503   | 499   | 509   | 506   | 450   |

| Број чланова      | 1   | 2   | 3  | 4  | 5  | 6  | 7  | 8 | 9 | 10 и више | Просек |
| ----------------- | --- | --- | -- | -- | -- | -- | -- | - | - | --------- | ------ |
| Број домаћинстава | 101 | 110 | 67 | 67 | 54 | 32 | 13 | 2 | 3 | 1         | 3,11   |

| Пол    | Укупно | Неожењен/Неудата | Ожењен/Удата | Удовац/Удовица | Разведен/Разведена | Непознато |
| ------ | ------ | ---------------- | ------------ | -------------- | ------------------ | --------- |
| Мушки  | 596    | 177              | 361          | 38             | 20                 | 0         |
| Женски | 623    | 95               | 357          | 159            | 12                 | 0         |
| УКУПНО | 1.219  | 272              | 718          | 197            | 32                 | 0         |

| Пол    | Укупно                    | Пољопривреда, лов и шумарство | Рибарство                            | Вађење руде и камена | Прерађивачка индустрија       |
| ------ | ------------------------- | ----------------------------- | ------------------------------------ | -------------------- | ----------------------------- |
| Мушки  | 300                       | 74                            | 0                                    | 53                   | 94                            |
| Женски | 185                       | 70                            | 0                                    | 15                   | 32                            |
| УКУПНО | 485                       | 144                           | 0                                    | 68                   | 126                           |
| Пол    | Производња и снабдевање   | Грађевинарство                | Трговина                             | Хотели и ресторани   | Саобраћај, складиштење и везе |
| Мушки  | 1                         | 18                            | 23                                   | 4                    | 16                            |
| Женски | 1                         | 2                             | 22                                   | 5                    | 3                             |
| УКУПНО | 2                         | 20                            | 45                                   | 9                    | 19                            |
| Пол    | Финансијско посредовање   | Некретнине                    | Државна управа и одбрана             | Образовање           | Здравствени и социјални рад   |
| Мушки  | 0                         | 4                             | 4                                    | 2                    | 1                             |
| Женски | 1                         | 5                             | 2                                    | 11                   | 9                             |
| УКУПНО | 1                         | 9                             | 6                                    | 13                   | 10                            |
| Пол    | Остале услужне активности | Приватна домаћинства          | Екстериторијалне организације и тела | Непознато            | Непознато                     |
| Мушки  | 6                         | 0                             | 0                                    | 0                    | 0                             |
| Женски | 5                         | 0                             | 0                                    | 2                    | 2                             |
| УКУПНО | 11                        | 0                             | 0                                    | 2                    | 2                             |

## Познате личности
- Предраг Кораксић, српски карикатуриста.
- Платон Милојевић, српски игуман.
- Матеј Ристановић, српски архимандрит.
- Милун Тодоровић, градоначелник Чачка од 2016.